# Адіаторікс
Адіаторікс (дав.-гр. Ἀδιατόριξ, † 29 до н. е.) — представник кельтського племені вольків-тектосагів, що мешкало у Малій Азії, первосвященик храму в Песінунці, з 50 до 30 року до н. е., тетрарх Галатії з 36 до 30 року до н. е., тиран Гераклеї Понтійської з 31 до 30 року до н. е.

## Життєпис
Був сином Домнеклія, тетрарха Галатії. У 50 році до н. е. призначений батьком первосвящеником храму у Песінценці, мабуть спочатку його не розглядали як спадкоємця. Втім після смерті Домнеклія Адіаторікс став новим тетрархом Галатії. під впливом іншого могутнього тетрарха Галатії — Дейотара — Адіаторікс став прихильником Марка Антонія. Надав йому допомогу у зборі коштів, провіанту та військ для боротьби з Октавіаном. За це у 31 році до н. е. Адіаторікса було призначено тираном міста Гераклея Понтійська. тут він, нібито за згодою з Марком Антонією, стратив усіх римських громадян.
Після цього Адіаторікс разом з військом вирушив на зустріч армії Марка Антонію, яка зібралася навпротив миса Акціум. Втім після Битви при Акціумі, де Марк Антоній зазнав поразки, а саме військо через 7 днів здалося, Адіаторікса було схоплено Відбувся суд й за вбивство римлян у Гераклеї Адіаторікса було страчено разом із старшим сином. Іншого його сина — Дітеута — призначили володарем Коман Понтійської.